# Чарівність (фільм)
«Чарівність» — кінофільм режисера Клауса Менцеля, який вийшов на екрани в 2004 році.

## Зміст
Морін приїжджає з круїзу зі своїм новим залицяльником Олівером. І це всього через пару тижнів після смерті свого чоловіка. Її син підозрює, що мама і Олівер були знайомі задовго дот цього. Він знайомиться з донькою свого потенційного вітчима і починає з'ясовувати все про минуле Морін і її зв'язках. І дуже швидко розуміє, що не може покладатися ні на кого, а на поверхню повинні спливти непривабливі скелети в шафі.

## Ролі
| Актор               | Роль |
| ------------------- | ---- |
| Джеймс Нафтон       | -    |
| Жаклін Біссет       | -    |
| Адам Гарсія         | -    |
| Стюарт Вілсон       | -    |
| Еліс Еванс          | -    |
| Крейг Кеді          | -    |
| Вінсент Кастельянос | -    |
| Хайме Бельо         | -    |
| Стерлінг Фицджералд | -    |
| Тед Річард          | -    |

## Знімальна група
- Режисер — Клаус Менцель
- Сценарист — Деріл Хейні
- Продюсер — Клаус Менцель, Ед Кейтелл III, Інго Дайнерт
- Композитор — Джон Дю През